# パレマルシェ中村
座標: 北緯35度9分39.7秒 東経136度50分53.5秒 / 北緯35.161028度 東経136.848194度

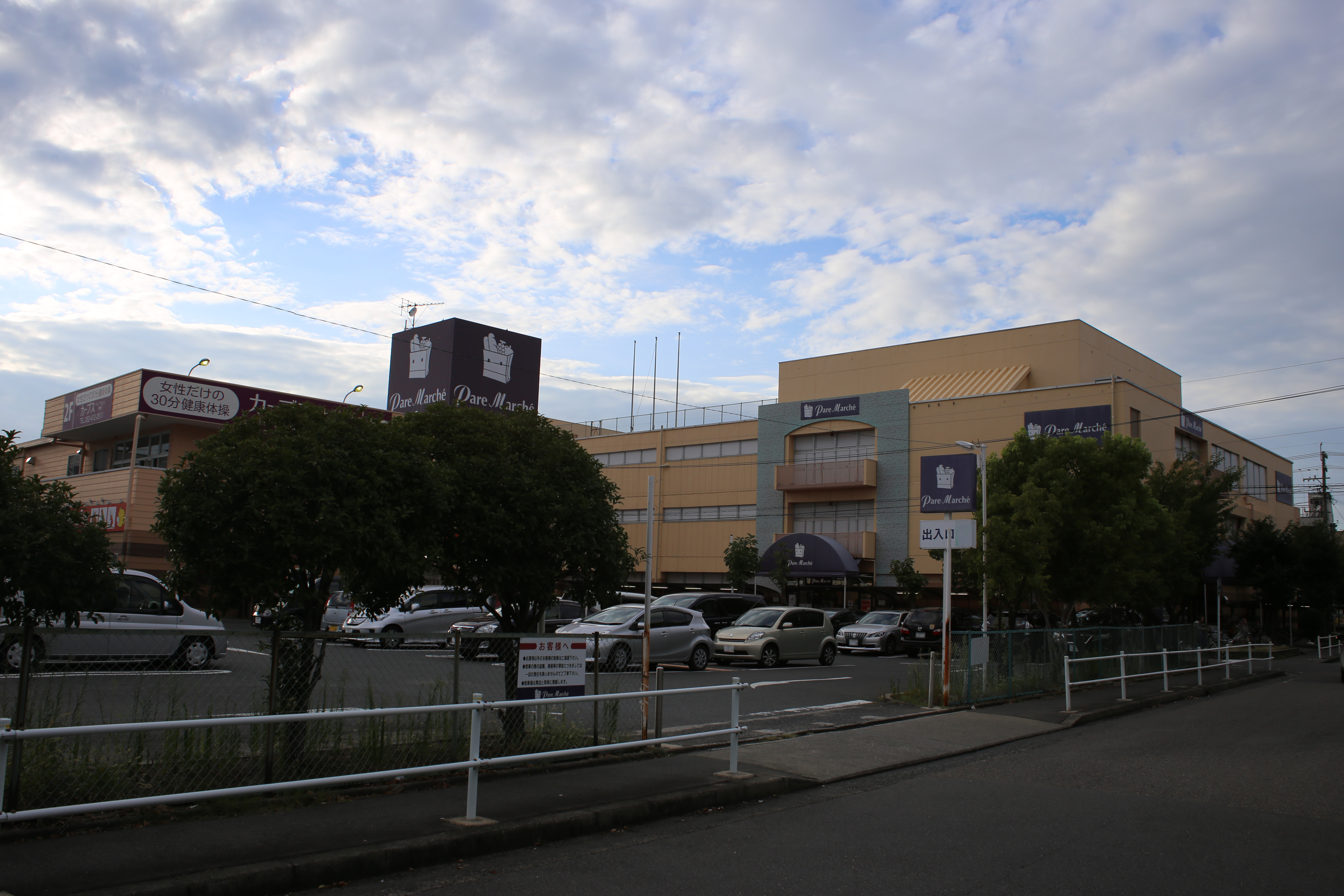
パレマルシェ中村店（2016年（平成28年）8月）

パレマルシェ中村（パレマルシェなかむら、旧名鉄パレ中村店）とは、愛知県名古屋市中村区剣町1番にあるオークワが運営、管理するショッピングセンターである。周辺には、ピアゴ中村店がある。

## 概要
長年、名鉄パレ中村店の名前であったが、業務委託が株式会社パレに変更されることに伴い、現在の名称となった。また、2012年（平成24年）2月にはオークワと吸収合併したことに伴い、店名はそのまま、運営がオークワへ譲渡された。2011年（平成23年）3月に行った改装では、食品スーパーの売り場面積が大きく拡張され、純水サービス機などが設置されたほか、内装も1階部分のみ神宮店のような雰囲気になった。

## フロア

### 1階
- 食品スーパー
- パレベーカリー（パン店）
- 銘菓コーナー・サービスカウンター
- 催事コーナー
- 花店
- 丸忠（寿司店）※ 持ち帰りのみの営業
- ゆきこおばさんの台所（惣菜店）

### 2階
- 衣料品売り場
- 寝具売り場（ダイソー開店前は3階に存在した）
- メガネーゼ（メガネ店）
- チヨダ（靴店）
- ひまわり（手芸用品店）

### 3階
- ダイソー
- クラフトハートトーカイ
- カフェ ローシャ（喫茶店）
- コリとりサロンゆぅみん

### 4階
- スガキヤ[1]
- ゲームコーナー

### 別館
- ペットハウス・プーキー
- パレマルシェ文化教室（名古屋市内唯一の教室）

### その他
- 三菱UFJ銀行ATM（駐車場内）
- 名鉄薬局 中村店（パレマルシェ中村のすぐ隣にある）
- 化粧室は1階別館、2階、4階にのみ設置されている。身体障害者用はない。
- 客が使えるエレベーターもない。

## 過去に存在した店舗
- ベスト電器（家電量販店）※ セイジョー(ドラッグストア)を経て現在は店舗跡地にペットハウス・プーキー。
- トリヰ堂（化粧品店）※ 現在は売り場跡地には衣料品売り場が拡張している。

ほか

## 営業案内
- 食品スーパー：10：00～21：00
- その他：10：00～20：00（日曜日は全館9：30から営業）

## 交通アクセス
- 名古屋市営地下鉄東山線 岩塚駅から徒歩で約10分。

## サービス・駐車場
- 駐車場台数：300台（店舗周りに3つの専用駐車場）※ 2011年（平成23年）3月に身体障害者用スペースが設置された。
- 駐輪場台数：200台
- サービス：年中無休、マルシェ現金ポイントカード、マルシェCFクレジットカード、ドライアイス、純水サービス